# 뉴욕으로 간 타잔
뉴욕으로 간 타잔(Tarzan's New York Adventure)은 미국에서 제작된 리처드 소프 감독의 1942년 액션, 모험 영화이다. 조니 와이즈뮬러 등이 주연으로 출연하였고 프레더릭 스테파니 등이 제작에 참여하였다.
알려진 다른 제목은 타잔 - 조니 웨이스뮬러 편 6, 타잔은 紐育으로(개봉명), 타잔은 유육으로, 타잔은 뉴욕으로, 타잔의 뉴욕 모험 등이 있다.

## 출연

### 주연
- 조니 와이즈뮬러
- 모린 오설리반

### 조연
- 조니 셰필드
- 버지니아 그레이
- 찰스 빅포드
- 폴 켈리
- 칠 윌스
- 사이 켄들
- 러셀 힉스
- 하워드 C. 힉먼
- 찰스 레인
- 마일즈 맨더
- 에디 케인
- 맨탠 모어랜드
- 앤 제프리스
- 엘모 링컨